# Campeonato Mundial de Ciclismo em Estrada de 1952
Os Campeonatos do mundo de ciclismo em estrada de 1952 celebrou-se em Luxemburgo a 30 e 24 de agosto de 1952.

## Resultados
| Evento                     | Ouro                              | Ouro       | Prata                        | Prata | Bronze                              | Bronze |
| -------------------------- | --------------------------------- | ---------- | ---------------------------- | ----- | ----------------------------------- | ------ |
| Provas masculinas          |                                   |            |                              |       |                                     |        |
| Homens - carreira em linha | Heinz Müller · Alemanha Ocidental | 7h 49' 54" | Gottfried Weilenmann · Suíça | m.t.  | Ludwig Hörmann · Alemanha Ocidental | m.t.   |
| Amador - carreira em linha | Luciano Ciancola · Itália         | 4h 22' 11" | André Noyelle · Bélgica      | -     | Roger Ludwig · Luxemburgo           | -      |